# Lerista
Lerista is een geslacht van hagedissen uit de familie skinken (Scincidae).

## Naam en indeling
De groep werd voor het eerst wetenschappelijk beschreven door Thomas Bell in 1833.
Er zijn 96 soorten, inclusief de pas in 2016 beschreven soorten Lerista hobsoni en Lerista vanderduysi. Deze soorten worden in veel literatuur nog niet vermeld.

## Uiterlijke kenmerken
Alle soorten hebben geen of zeer kleine pootjes, bij veel soorten ontbreken de voorpoten en bij andere zijn alle pootjes volledig gedegenereerd, een voorbeeld is Lerista ameles. De poten hebben altijd minder dan vijf vingers en tenen, het aantal vingers is altijd gelijk of lager dan het aantal tenen.
De oogleden zijn beweeglijk, in het onderste ooglid is een doorzichtig venster aanwezig zodat de hagedis met gesloten ogen toch kan zien. Bij een aantal soorten is het onderste ooglid vastgegroeid en niet meer beweeglijk, het ooglid is bij dergelijke soorten een permanente bril geworden.
De lichaamskleur is variabel, van bruin tot grijs, veel soorten hebben strepen of vlekkenrijen in de lengte
Sommige soorten hebben een roodachtige kleur aan de staart.

## Verspreiding en habitat
Alle soorten komen endemisch voor in Australië, de meeste soorten alleen in de staat West-Australië.
De pootloze soorten leven vaak in zanderige omgevingen waar ze goed kunnen graven. Soorten met meer ontwikkelde poten leven vaak op de bodem van bossen in de strooisellaag.
Door de internationale natuurbeschermingsorganisatie IUCN is aan 93 soorten een beschermingsstatus toegewezen.Het overgrote deel, zeventig soorten, hebben de status (Least Concern of LC). Drie soorten worden als 'kwetsbaar' (Vulnerable of VU) gezien, zeven als 'onzeker' (Data Deficient of DD) en zes als 'gevoelig' (Near Threatened of NT). Aan vier skinken is de status 'bedreigd' toegewezen (Endangered of EN) en drie soorten worden beschouwd als 'ernstig bedreigd' (Critically Endangered of CR).

## Soorten
Het geslacht omvat de volgende soorten, met de auteur en het verspreidingsgebied.
| Naam                    | Auteur                                  | Verspreidingsgebied                                                                                       |
| ----------------------- | --------------------------------------- | --- |
| Lerista aericeps        | Storr, 1986                             | Australië (New South Wales, Noordelijk Territorium, Queensland)                                           |
| Lerista allanae         | Longman, 1937                           | Australië (Queensland)                                                                                    |
| Lerista allochira       | Kendrick, 1989                          | Australië (West-Australië)                                                                                |
| Lerista ameles          | Greer, 1979                             | Australië (Queensland)                                                                                    |
| Lerista amicorum        | Smith & Adams, 2007                     | Australië (West-Australië)                                                                                |
| Lerista apoda           | Storr, 1976                             | Australië (West-Australië)                                                                                |
| Lerista arenicola       | Storr, 1971                             | Australië (West-Australië, Zuid-Australië)                                                                |
| Lerista axillaris       | Storr, 1991                             | Australië (West-Australië)                                                                                |
| Lerista baynesi         | Storr, 1971                             | Australië (West-Australië, Zuid-Australië)                                                                |
| Lerista bipes           | Fischer, 1882                           | Australië (Noordelijk Territorium, Queensland, West-Australië, Zuid-Australië)                            |
| Lerista borealis        | Storr, 1971                             | Australië (Noordelijk Territorium, West-Australië)                                                        |
| Lerista bougainvillii   | Gray, 1839                              | Australië (New South Wales, Tasmanië, Victoria, Zuid-Australië)                                           |
| Lerista bunglebungle    | Storr, 1991                             | Australië (West-Australië)                                                                                |
| Lerista carpentariae    | Greer, 1983                             | Australië (Noordelijk Territorium)                                                                        |
| Lerista chordae         | Amey, Kutt & Hutchinson, 2005           | Australië (Queensland)                                                                                    |
| Lerista christinae      | Storr, 1979                             | Australië (West-Australië)                                                                                |
| Lerista cinerea         | Greer, McDonald & Lawrie, 1983          | Australië (Queensland)                                                                                    |
| Lerista clara           | Smith & Adams, 2007                     | Australië (West-Australië)                                                                                |
| Lerista colliveri       | Couper & Ingram, 1992                   | Australië (Queensland)                                                                                    |
| Lerista connivens       | Storr, 1971                             | Australië (West-Australië)                                                                                |
| Lerista desertorum      | Sternfeld, 1919                         | Australië (Noordelijk Territorium, West-Australië, Zuid-Australië)                                        |
| Lerista distinguenda    | Werner, 1910                            | Australië (West-Australië)                                                                                |
| Lerista dorsalis        | Storr, 1985                             | Australië (West-Australië, Zuid-Australië)                                                                |
| Lerista edwardsae       | Storr, 1982                             | Australië (Zuid-Australië)                                                                                |
| Lerista elegans         | Gray, 1845                              | Australië (West-Australië)                                                                                |
| Lerista elongata        | Storr, 1990                             | Australië (Zuid-Australië)                                                                                |
| Lerista emmotti         | Ingram, Couper & Donnellan, 1993        | Australië (Queensland)                                                                                    |
| Lerista eupoda          | Smith, 1996                             | Australië (West-Australië)                                                                                |
| Lerista flammicauda     | Storr, 1985                             | Australië (West-Australië)                                                                                |
| Lerista fragilis        | Günther, 1876                           | Australië (Queensland, Tasmanië, mogelijk in New South Wales)                                             |
| Lerista frosti          | Zietz, 1920                             | Australië (Noordelijk Territorium, mogelijk in West-Australië en Zuid-Australië)                          |
| Lerista gascoynensis    | Storr, 1986                             | Australië (West-Australië)                                                                                |
| Lerista gerrardii       | Gray, 1864                              | Australië (West-Australië)                                                                                |
| Lerista greeri          | Storr, 1982                             | Australië (West-Australië)                                                                                |
| Lerista griffini        | Storr, 1982                             | Australië (Noordelijk Territorium, West-Australië)                                                        |
| Lerista haroldi         | Storr, 1983                             | Australië (West-Australië)                                                                                |
| Lerista hobsoni         | Couper, Amey & Worthington-Wilmer, 2016 | Australië (Queensland)                                                                                    |
| Lerista humphriesi      | Storr, 1971                             | Australië (West-Australië)                                                                                |
| Lerista ingrami         | Storr, 1991                             | Australië (Queensland)                                                                                    |
| Lerista ips             | Storr, 1983                             | Australië (Noordelijk Territorium, West-Australië)                                                        |
| Lerista jacksoni        | Smith & Adams, 2007                     | Australië (West-Australië)                                                                                |
| Lerista kalumburu       | Storr, 1976                             | Australië (West-Australië)                                                                                |
| Lerista karlschmidti    | Marx & Hosmer, 1959                     | Australië (Noordelijk Territorium, Queensland)                                                            |
| Lerista kendricki       | Storr, 1991                             | Australië (West-Australië)                                                                                |
| Lerista kennedyensis    | Kendrick, 1989                          | Australië (West-Australië)                                                                                |
| Lerista kingi           | Smith & Adams, 2007                     | Australië (West-Australië)                                                                                |
| Lerista labialis        | Storr, 1971                             | Australië (New South Wales, Noordelijk Territorium, Queensland, West-Australië, Zuid-Australië)           |
| Lerista lineata         | Bell, 1833                              | Australië (West-Australië)                                                                                |
| Lerista lineopunctulata | Duméril & Bibron, 1839                  | Australië (West-Australië)                                                                                |
| Lerista macropisthopus  | Werner, 1903                            | Australië (West-Australië)                                                                                |
| Lerista maculosa        | Storr, 1991                             | Australië (West-Australië)                                                                                |
| Lerista micra           | Smith & Adams, 2007                     | Australië (West-Australië)                                                                                |
| Lerista microtis        | Gray, 1845                              | Australië (West-Australië, Zuid-Australië)                                                                |
| Lerista miopus          | Günther, 1867                           | Australië (West-Australië)                                                                                |
| Lerista muelleri        | Fischer, 1881                           | Australië (New South Wales, Noordelijk Territorium, Queensland, Victoria, West-Australië, Zuid-Australië) |
| Lerista neander         | Storr, 1971                             | Australië (West-Australië)                                                                                |
| Lerista nevinae         | Smith & Adams, 2007                     | Australië (West-Australië)                                                                                |
| Lerista nichollsi       | Loveridge, 1933                         | Australië (West-Australië)                                                                                |
| Lerista occulta         | Smith & Adams, 2007                     | Australië (West-Australië)                                                                                |
| Lerista onsloviana      | Storr, 1984                             | Australië (West-Australië)                                                                                |
| Lerista orientalis      | De Vis, 1889                            | Australië (Noordelijk Territorium, Queensland)                                                            |
| Lerista petersoni       | Storr, 1976                             | Australië (West-Australië)                                                                                |
| Lerista picturata       | Fry, 1914                               | Australië (West-Australië)                                                                                |
| Lerista planiventralis  | Lucas & Frost, 1902                     | Australië (West-Australië)                                                                                |
| Lerista praefrontalis   | Greer, 1986                             | Australië (West-Australië)                                                                                |
| Lerista praepedita      | Boulenger, 1887                         | Australië (West-Australië)                                                                                |
| Lerista punctatovittata | Günther, 1867                           | Australië (New South Wales, Queensland, Victoria, Zuid-Australië)                                         |
| Lerista puncticauda     | Storr, 1991                             | Australië (West-Australië)                                                                                |
| Lerista quadrivincula   | Shea, 1991                              | Australië (West-Australië)                                                                                |
| Lerista robusta         | Storr, 1990                             | Australië (West-Australië)                                                                                |
| Lerista rochfordensis   | Amey & Couper, 2009                     | Australië (Queensland)                                                                                    |
| Lerista rolfei          | Smith & Adams, 2007                     | Australië (West-Australië)                                                                                |
| Lerista separanda       | Storr, 1976                             | Australië (West-Australië)                                                                                |
| Lerista simillima       | Storr, 1984                             | Australië (West-Australië)                                                                                |
| Lerista speciosa        | Storr, 1990                             | Australië (Zuid-Australië)                                                                                |
| Lerista stictopleura    | Storr, 1985                             | Australië (West-Australië)                                                                                |
| Lerista storri          | Greer, McDonald & Lawrie, 1983          | Australië (Queensland)                                                                                    |
| Lerista stylis          | Mitchell, 1955                          | Australië (Noordelijk Territorium, Queensland)                                                            |
| Lerista taeniata        | Storr, 1986                             | Australië (Zuid-Australië, West-Australië)                                                                |
| Lerista talpina         | Storr, 1991                             | Australië (West-Australië)                                                                                |
| Lerista terdigitata     | Parker, 1926                            | Australië (Zuid-Australië, West-Australië)                                                                |
| Lerista timida          | De Vis, 1888                            | Australië (New South Wales, Noordelijk Territorium, Queensland, Victoria, West-Australië, Zuid-Australië) |
| Lerista tridactyla      | Storr, 1990                             | Australië (West-Australië)                                                                                |
| Lerista uniduo          | Storr, 1984                             | Australië (West-Australië)                                                                                |
| Lerista vanderduysi     | Couper, Amey & Worthington-Wilmer, 2016 | Australië (Queensland)                                                                                    |
| Lerista varia           | Storr, 1986                             | Australië (West-Australië)                                                                                |
| Lerista verhmens        | Smith & Adams, 2007                     | Australië (West-Australië)                                                                                |
| Lerista vermicularis    | Storr, 1982                             | Australië (West-Australië)                                                                                |
| Lerista viduata         | Storr, 1991                             | Australië (West-Australië)                                                                                |
| Lerista vittata         | Greer, McDonald & Lawrie, 1983          | Australië (Queensland)                                                                                    |
| Lerista walkeri         | Boulenger, 1891                         | Australië (West-Australië)                                                                                |
| Lerista wilkinsi        | Parker, 1926                            | Australië (Queensland)                                                                                    |
| Lerista xanthura        | Storr, 1976                             | Australië (New South Wales, Noordelijk Territorium, West-Australië, Zuid-Australië)                       |
| Lerista yuna            | Storr, 1991                             | Australië (West-Australië)                                                                                |
| Lerista zietzi          | Wells & Wellington, 1985                | Australië (West-Australië)                                                                                |
| Lerista zonulata        | Storr, 1991                             | Australië (Queensland)                                                                                    |